# Vito Ortelli
Pour les articles homonymes, voir Ortelli.
Vito Ortelli, né le 5 juillet 1921 à Faenza en Émilie-Romagne et mort le 24 février 2017 dans la même ville, est un coureur cycliste italien.

## Biographie
Professionnel entre 1942 et 1952, Vito Ortelli a été champion d'Italie de poursuite en 1945 et 1946, et sur route en 1948. Il s'est classé troisième du Tour d'Italie 1946, en remportant une étape. Depuis le décès à 95 ans de Cesare Del Cancia en avril 2011, il était le doyen des porteurs du maillot rose et des vainqueurs d'étapes du Tour d'Italie.

## Palmarès

### Palmarès amateur
- 1940
  - Bologna-Raticosa
  - Coppa Plinio Tarabini
  - Giro del Penice
  - 2e du Tour de la province de Milan (avec Fiorenzo Magni)

- 1941
  - Coppa Luigi Arcangeli
  - Astico-Brenta

### Palmarès professionnel
| - 1942 - Tour de Toscane - 1945 - Champion d'Italie de poursuite - Milan-Turin - 1946 - Champion d'Italie de poursuite - Milan-Turin - 6e étape du Tour d'Italie - 2e du Tour de Romagne - 3e du Tour de Toscane - 3e du Tour d'Italie - 3e du championnat d'Italie sur route - 6e de Milan-San Remo - 1947 - Tour du Piémont - 2e du championnat d'Italie sur route - 2e du Grand Prix de Nice - 8e de Milan-San Remo | - 1948 - Champion d'Italie sur route - Tour de Romagne - 2e de Milan-Modène - 2e du Tour de Campanie - 4e du Tour d'Italie - 5e du Tour de Lombardie - 5e du Challenge Desgrange-Colombo - 8e du championnat du monde sur route - 1949 - 2e de Milan-San Remo - 1950 - Grand Prix de Nice - 3e du Tour de la province de Reggio de Calabre - 3e du Tour de Romagne |  |

## Résultats sur les grands tours

### Tour d'Italie
4 participations
- 1946 : 3e, vainqueur de la 6e étape,  maillot rose pendant 6 jours
- 1947 : 12e
- 1948 : 4e,  maillot rose pendant 5 jours
- 1950 : abandon